# 1944 na ciência

## Eventos
- O experimento de Avery, MacLeod e McCarty isolata o DNA como o material genético (na época chamado de princípio transformador)[1]
- Observação ou predição dos elementos químicos Amerício[2] e Cúrio[3]

## Nascimentos
| Data            | Nome                           | Profissão                                          | Nacionalidade  | Observações                | Ref   |
| --------------- | ------------------------------ | -------------------------------------------------- | -------------- | -------------------------- | ----- |
| 25 de fevereiro | António Damásio                | médico neurologista e neurocientista               | Portugal       |                            |       |
| 12 de março     | Francisco César Polcino Milies | matemático                                         | Uruguai        |                            |       |
| 16 de março     | Andrew Stuart Tanenbaum        | cientista de computação                            | Estados Unidos |                            |       |
| 7 de abril      | Makoto Kobayashi               | físico                                             | Japão          | Nobel da Física 2008       |       |
| 7 de abril      | David Clark                    | cientista de computação                            | Estados Unidos |                            |       |
| 19 de abril     | James J. Heckman               | economista                                         | Estados Unidos |                            |       |
| 4 de junho      | João Lobo Antunes              | neurocirurgião                                     | Portugal       |                            |       |
| 5 de junho      | Whitfield Diffie               | criptógrafo                                        | Estados Unidos |                            |       |
| 2 de agosto     | Altamiro Barbosa Machado       | professor catedrático                              | Portugal       | m. 2001                    |       |
| 2 de outubro    | Vernor Vinge                   | escritor e cientista                               | Estados Unidos |                            |       |
| 15 de outubro   | Steve Crocker                  | cientista de computação                            | Estados Unidos |                            |       |
| 22 de novembro  | Lucio Russo                    | matemático e historiador                           | Itália         |                            |       |
| 28 de dezembro  | Kary Mullis                    | bioquímico                                         | Estados Unidos | Nobel da Química 1993      |       |
| ??              | António Franco Alexandre       | matemático, filósofo e poeta                       | Portugal       |                            |       |
| ??              | James Gray                     | cientista de computação                            | Estados Unidos | m. 2007 Prémio Turing 1998 | [ 4 ] |
| ??              | Irene Silveira                 | professora e bastonária da Ordem dos Farmacêuticos | Portugal       | m. 2013                    | [ 5 ] |

## Mortes
| Data           | Nome                         | Profissão                         | Nacionalidade                                  | Observações | Ref   |
| -------------- | ---------------------------- | --------------------------------- | ---------------------------------------------- | --- | ----- |
| 9 de fevereiro | Afonso de Dornelas           | escritor, arqueólogo e heraldista | Reino Unido de Portugal, Brasil e Algarves     | n. 1880 |       |
| 3 de julho     | Arthur Henry Reginald Buller | micologista                       | Reino Unido da Grã-Bretanha e Irlanda / Canadá | n. 1874 |       |
| 17 de julho    | William James Sidis          | criança prodígio                  | Estados Unidos                                 | n. 1898 |       |
| 28 de julho    | Ralph Howard Fowler          | físico e astrónomo                | Reino Unido da Grã-Bretanha e Irlanda          | n. 1889 Medalha Real 1936                                                                                                |       |
| 2 de Setembro  | Arthur Smith Woodward        | paleontólogo                      | Reino Unido da Grã-Bretanha e Irlanda          | m. 1864 Medalha Lyell 1896 Medalha Clarke 1914 Medalha Real 1917 Medalha Wollaston 1924 Medalha Mary Clark Thompson 1942 | [ 6 ] |
| 23 de outubro  | Charles Glover Barkla        | físico                            | Itália                                         | n. 1877 Nobel da Física 1917 Medalha Hughes 1917                                                                         |       |
| 12 de novembro | Otto Blumenthal              | matemático                        | Império Alemão                                 | n. 1876 |       |
| 12 de novembro | George David Birkhoff        | matemático                        | Estados Unidos                                 | n. 1884 Prêmio Memorial Bôcher 1923                                                                                      |       |
| 22 de novembro | Arthur Stanley Eddington     | astrofísico                       | Reino Unido da Grã-Bretanha e Irlanda          | n. 1882 |       |
| 25 de dezembro | Martin Wilhelm Kutta         | matemático                        | Império Alemão                                 | n. 1876 |       |
| 31 de dezembro | Nikolai Kochin               | matemático                        | Império Russo                                  | n. 1901 |       |

## Prémios
Medalha Copley
- Geoffrey Ingram Taylor

Medalha Davy
- Robert Robertson

Medalha Real (Química)
- Charles Robert Harington

Medalha Real (Meteorologia)
- David Brunt

Medalha Rumford
- Harry Ralph Ricardo

Prémio Nobel
- Física - Isidor Isaac Rabi
- Química - Otto Hahn

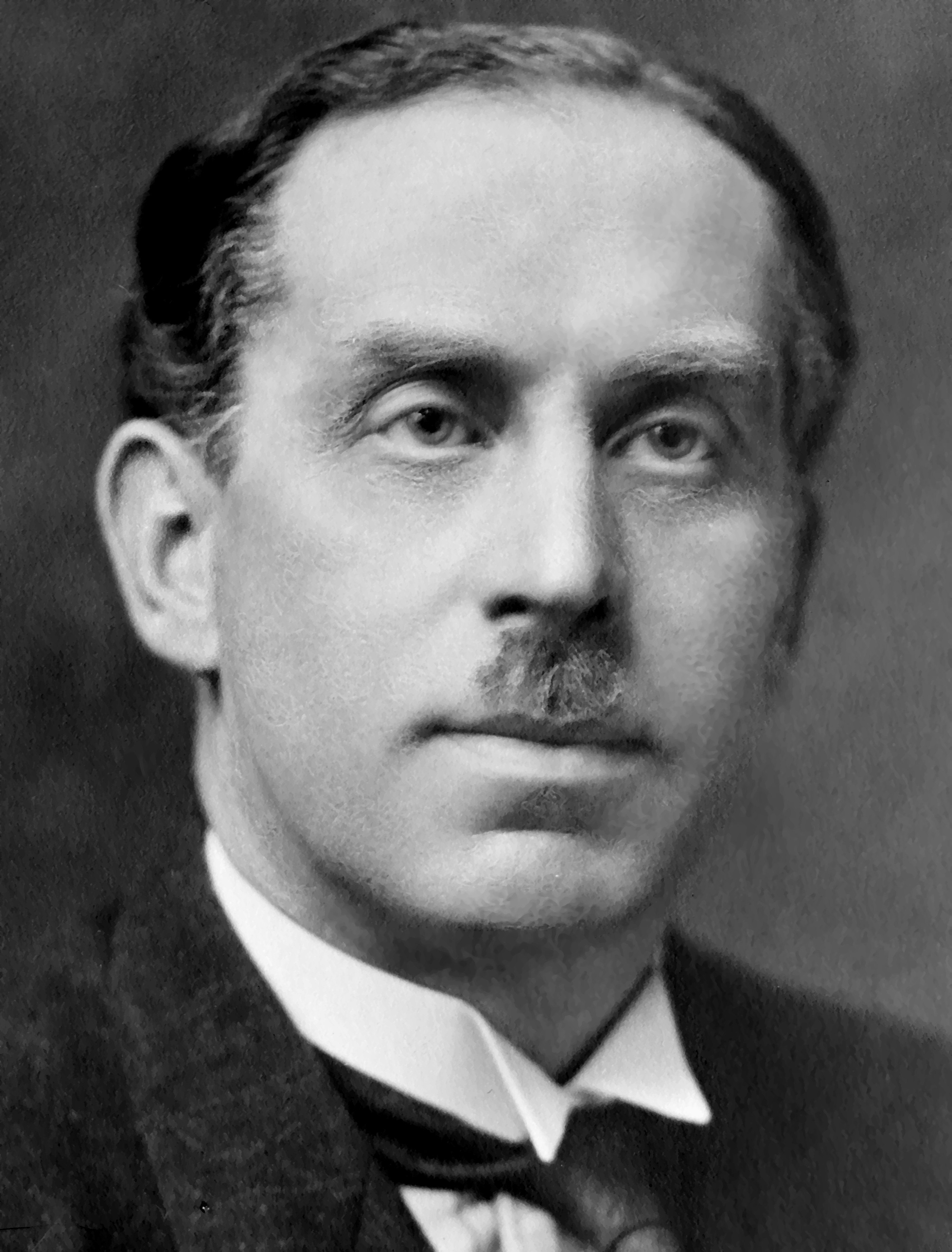
Charles Glover Barkla
(1877 - 1944)

- Medicina - Joseph Erlanger, Herbert Spencer Gasser